# Timex Sinclair 2048
O Timex Sinclair 2048 foi uma versão aperfeiçoada do microcomputador ZX Spectrum da Sinclair Research. Na verdade, era apenas um protótipo e nunca chegou a ser lançado comercialmente pela Timex Corporation em sua base territorial, nos Estados Unidos da América. Todavia, uma segunda versão, o TC-2048, da subsidiária Timex Computer de Portugal, chegou a ser produzido localmente e exportado para países como a Polônia.
A máquina era basicamente um TS2068 "depenado", com 48 KiB de RAM e sem slot de cartucho. Chegou a ser anunciado em anúncios da Timex como sendo um micro de "64 KiB de memória" (16 KiB de ROM+48 KiB de RAM).

## Características
| UCP           | Zilog Z80A em 3,58 MHz |
| RAM           | 48 KiB |
| ROM           | 16 KiB |
| Teclado       | "chiclete", 42 teclas |
| Display       | via modulador RF; texto (32×24 linhas); gráfico (compatível com o ZX Spectrum): 256×192 pixels, 8 cores, e alta resolução monocromática (512×192 pixels). |
| Som           | uma voz, dez oitavas, alto-falante interno |
| Portas        | porta de expansão genérica, saída para monitor de vídeo, conector para joystick Kempston                                                                  |
| Armazenamento | gravador cassete; drives de 3" opcionais. |